# Roberto Zandonella
Roberto Zandonella Necca (Comelico Superiore, 14 aprile 1944) è un bobbista italiano.

## Biografia
Nato nella frazione di Dosoledo, nel 1968 vinse una medaglia d'oro ai X Giochi olimpici invernali di Grenoble nel bob a quattro insieme a Eugenio Monti, Mario Armano e Luciano De Paolis con un tempo di 4:43,07
Ai campionati mondiali vinse due medaglie, una d'argento e una d'oro:
- 1969,  medaglia d'argento nel bob a quattro con Gianfranco Gaspari, Sergio Pompanin, Mario Armano
- 1970, medaglia d'oro nel bob a quattro con Nevio De Zordo, Mario Armano e Luciano De Paolis